# Ивановка (Березовский район)
Ивановка (укр. Іванівка) — село, относится к Березовскому району Одесской области Украины.
Население по переписи 2001 года составляло 124 человека. Почтовый индекс — 67362. Телефонный код — 48-56. Код КОАТУУ — 5121283803.

## Местный совет
67360, Одесская обл., Березовский р-н, с. Ряснополь, ул. Почтовая, 1